# V354 Cephei
V354 Cephei ist ein zur Milchstraße gehörender Roter Überriese. Er befindet sich in circa 9000 Lichtjahren Entfernung zur Erde und zählt mit seinem 1520-fachem Sonnendurchmesser zu den größten bekannten Sternen.